# Rue des Vieux Murs
La   rue des Vieux murs est une rue de Lille.

## Situation et accès
Située dans le quartier du Vieux-Lille la rue relie la place aux Oignons à la rue des Trois-Mollettes. La rue Coquerez la rejoint à mi-parcours.

## Origine du nom
Cette voie est ainsi nommée en souvenir de la première enceinte de Lille qui la longeait  en bordure du canal Saint-Pierre.

## Historique
La rue est  une des plus anciennes de Lille à l’intérieur du castrum primitif.
de 2 ha, peut-être entouré d’un fossé et d’une levée de terre. Cette première enceinte n’a laissé aucun vestige mais la plus ancienne trace des fortifications médiévales de Lille, la « Tour Ysembart » est située à proximité, en partie sous la rue des Trois-Mollettes. Cette tour date du milieu du XIIIe siècle.
Cette première agglomération aurait précédé la fondation de la Collégiale Saint-Pierre en 1055.
De l’autre côté du mur et du canal s’élevait la motte castrale à l’emplacement de l’actuelle cathédrale où se dressait la forteresse des comtes de Flandre.
La rue était bordée de maisons datant pour la plupart de la fin du XVIIe siècle et du début du XVIIIe siècle, époque d’architecture française relativement sobre qui a succédé à l’architecture flamande très ornée  
Par exception, une maison de 1767 au numéro 19 un peu plus spacieuse et une autre du début du XIXe siècle sont de construction un peu plus tardive.
La rue des Vieux Murs était au cœur d’un quartier très populaire au XIXe siècle.
Les maisons étaient occupées à l’origine par des artisans tisserands, les sayetteurs, qui installaient leurs métiers à tisser dans les combles ou dans les caves où l’humidité était favorable au traitement de la matière première. Avec le déclin de la sayetterie au cours XVIIIe siècle puis le développement de l’industrie textile mécanisée, les ouvriers des usines des environs ont logé dans ces maisons avec leur famille.
D’après Antoine Duquennoy, cette partie du Vieux Lille dans les années 1950 et 1960 « était un petit village bien vivant avec ses traditions, ses nombreux commerces, sa population assez homogène de travailleurs lillois de souche mais les conditions sanitaires étaient d’un autre âge » .
Les cours ne comportaient qu’un robinet et un WC pour 6 ou 7 familles.
Dans les années 1965-1970, l’arrivée d’immigrés maghrébins et portugais lui donnent une allure de casbah.
La rue fut comprise dans le secteur sauvegardé de Lille défini en juin 1967 mais la nécessité de sa préservation ne faisait pas l'unanimité à cette date.
L'intérêt pour ce patrimoine et celui de la place aux Oignons et de la rue au Péterinck voisines date de 1974 avec la découverte, sur les conseils de la Conservation des bâtiments de France, de carreaux et de gresseries, à une époque où les maisons étaient extrêmement délabrées. Plusieurs d’entre elles étaient squattées. C'était le secteur le plus pauvre du Vieux Lille. Une courée insalubre, la cour à Fiens, débouchait sur la place.
En 1976, la société d'aménagement et d'équipement de Nord est chargée de travaux de confortement en prévision de la restauration de l'ensemble immobilier.

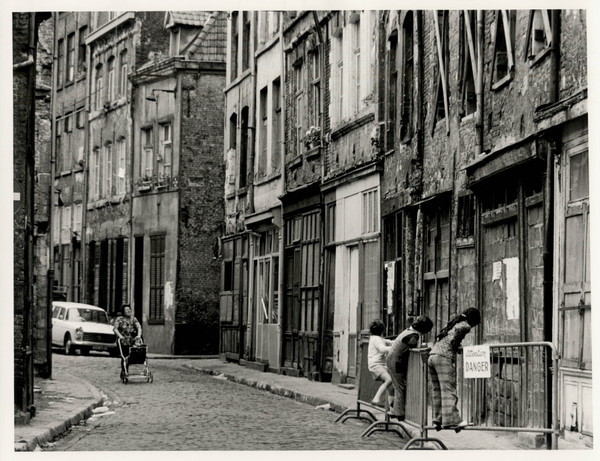
Rue des Vieux Murs en 1975
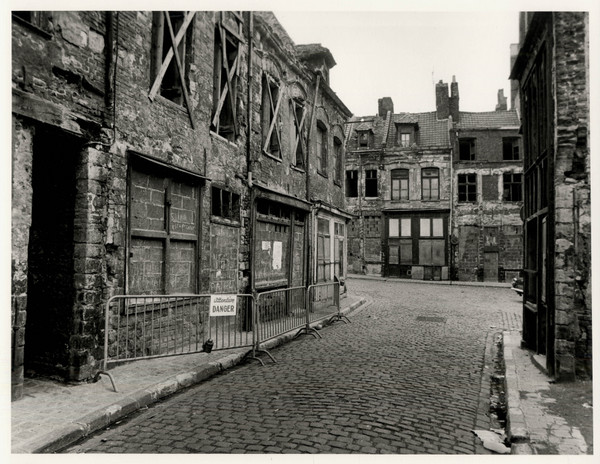
Rue des Vieux Murs vers la place aux Oignons en 1975

## Bâtiments remarquables et lieux de mémoire
Maison du numéro 19 qui date de 1767 est en pierre blanche à trois travées. 
La travée centrale du bel étage, ornée d'une porte-fenêtre, est surmontée d'un linteau à rinceau sculpté et avec balcon en fer forgé de style rocaille.

### La rue auXXIesiècle
La rue est une voie piétonne animée dans  un secteur très touristique. 

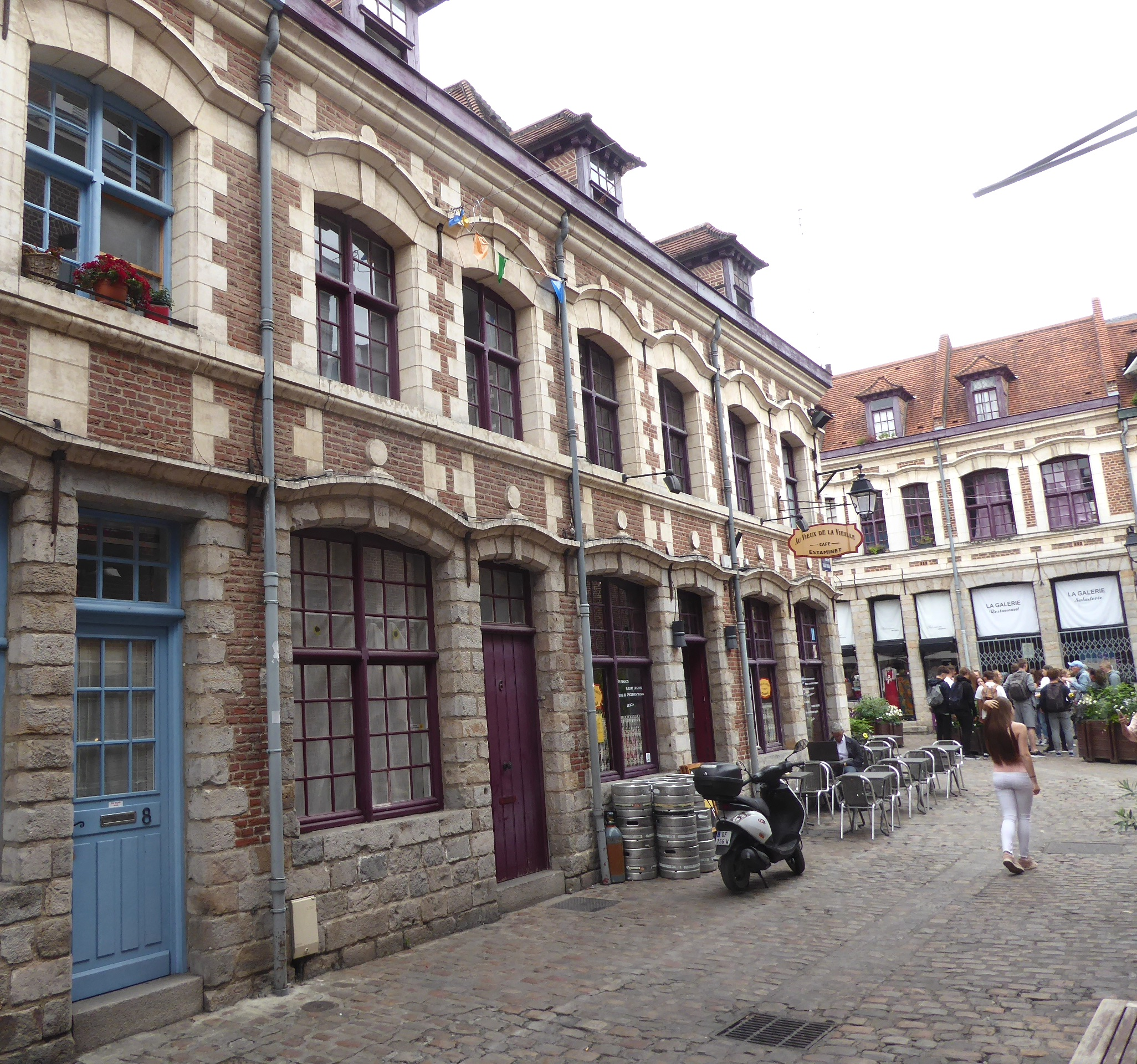
La rue des Vieux murs vers la place aux oignons
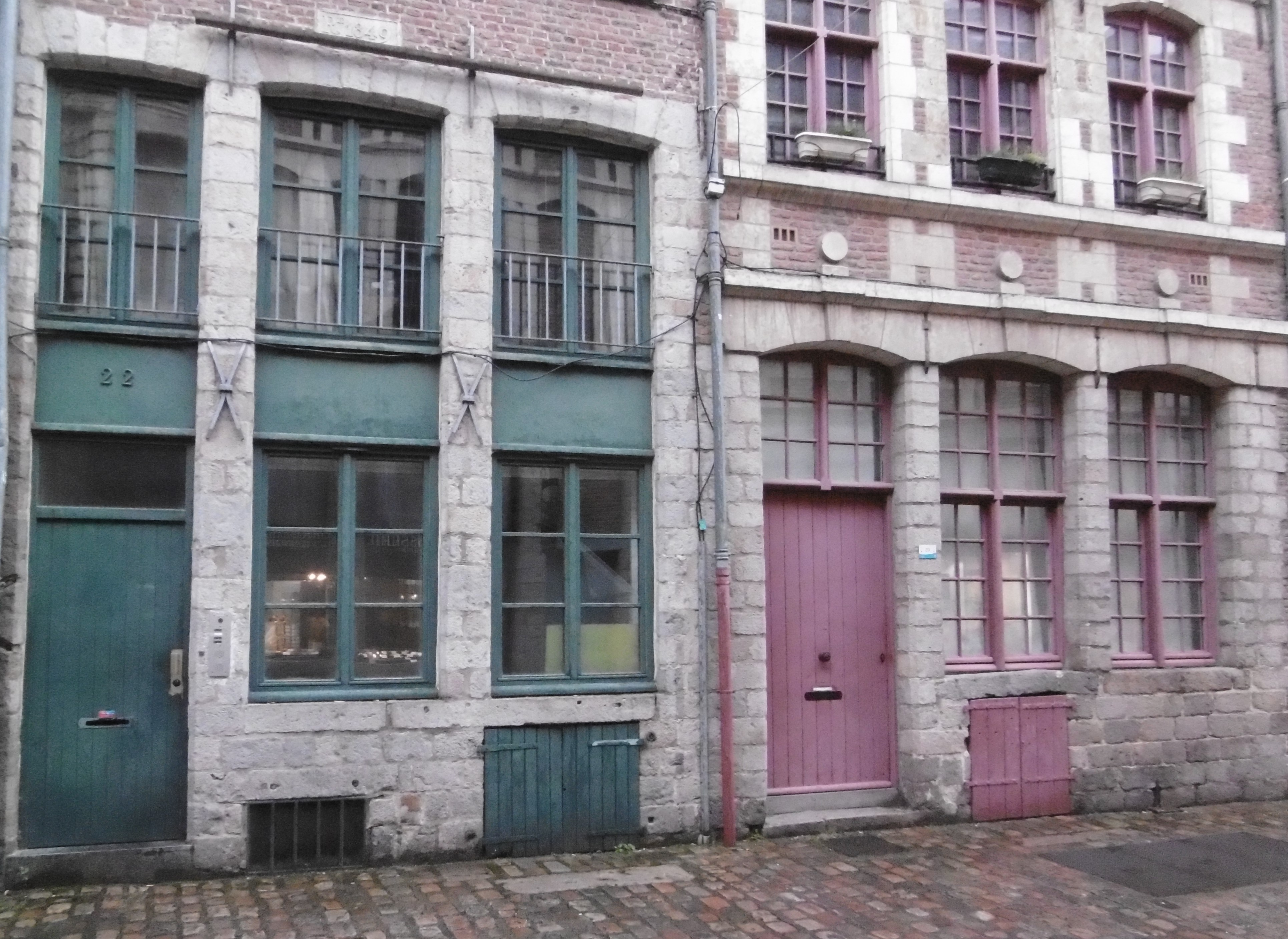
Portes de caves où étaient installés les métiers à tisser
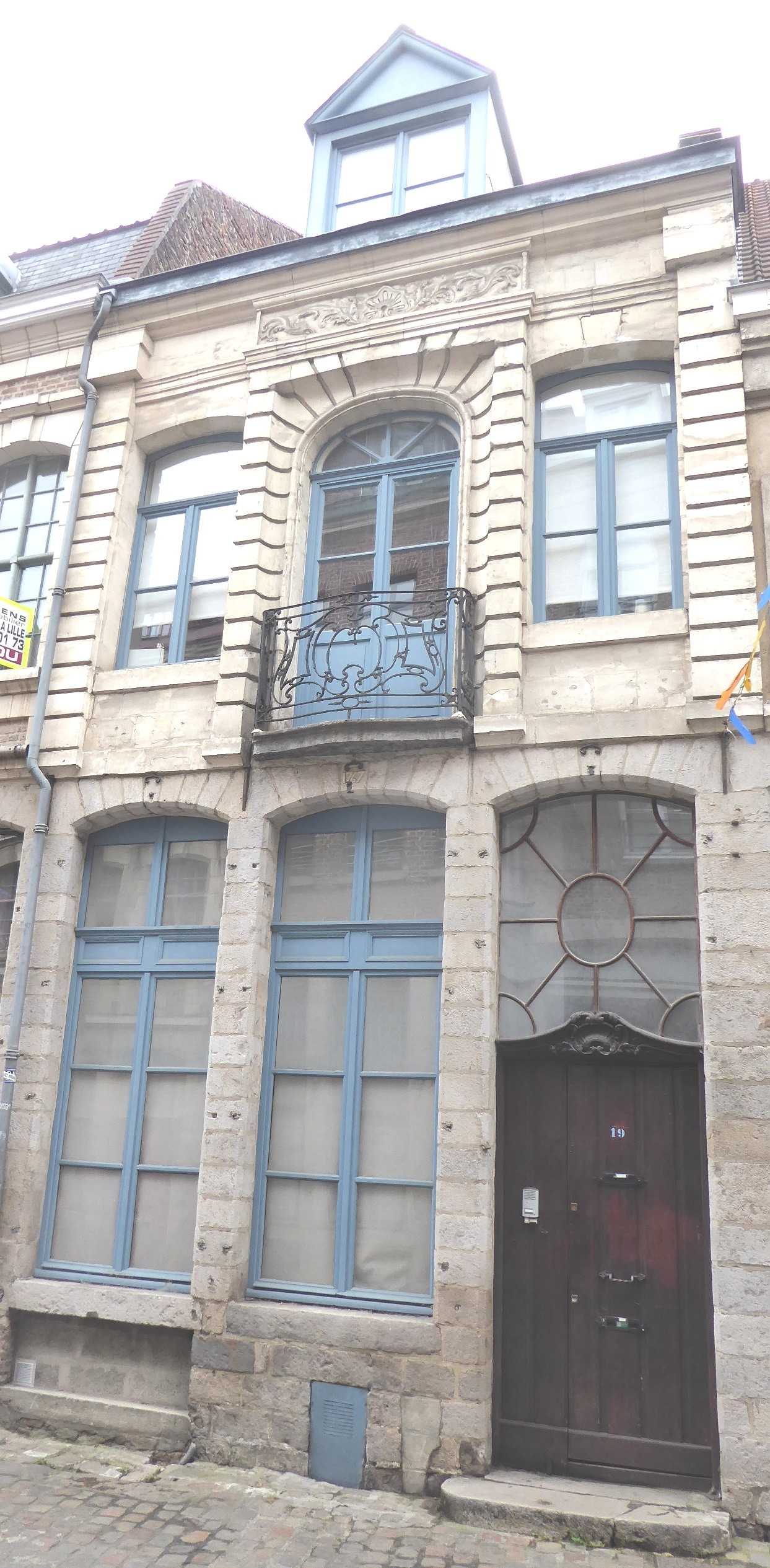
Maison de 1767 au n° 19